# Urémie
 Mise en garde médicale
L'urémie est le taux d'urée dans le sang, à ne pas confondre avec l'uricémie (taux d'acide urique).
Lorsque la fonction rénale est compromise, l'urée, un catabolite qui est en temps normal excrété dans l'urine, est retenue dans le sang. L'urée étant un déchet métabolique, l'urémie augmente lors d'un exercice intense (il peut être une cause de crampe) puis diminue en phase de récupération. La valeur normale de la concentration d'urée plasmatique est de 2,5 - 7,5 mmol/L chez l'adulte, plus faible chez l'enfant (0,15 - 0,45 g/L). Une urémie anormalement élevée peut signifier une insuffisance rénale.

## Vocabulaire médical
Le terme « urémie » (sans qualification) est couramment employé pour désigner cette urémie anormalement élevée et le syndrome en résultant.

## Urémie élevée
Elle peut être mortelle. 
Les cas avancés d'insuffisance rénale nécessitent une dialyse. Chez ces patients, l'urémie qui suit l'arrêt de l'hémodialyse ou de la dialyse péritonéale entraîne la mort en environ huit jours, pendant lesquels une somnolence de plus en plus marquée s'empare du patient. Clemenceau en décédera en 1929, ainsi que Jack London en 1916. De même que l'actrice Jean Harlow en 1937. Juan Gris
peintre espagnol (1887–1927).